# Hugo, Minnesota
Hugo [ˈhjuːɡoʊ] är en ort i Washington County i Minnesota. Enligt 2010 års folkräkning hade orten 13 332 invånare.